# Adolf Krefft
Adolf Krefft (* 22. September 1863 in Schwerin; † 27. April 1936 ebenda) war ein deutscher Kaufmann und Politiker (DNVP).

## Leben
Nach dem Besuch der Realschule absolvierte Adolf Krefft ab 1882 eine kaufmännische Lehre in Lübeck. Seine Ausbildung führte ihn auch in weitere Städte Deutschlands. Er leistete von 1884 bis 1885 Wehrdienst und wurde 1893 Teilhaber der väterlichen Handlung Friedrich Krefft in Schwerin, deren Leitung er 1901 als alleiniger Inhaber übernahm. Während des Ersten Weltkriegs diente er als Mitarbeiter beim Kriegspresseamt in Berlin. Als solcher war er im In- und Ausland an der Front bei den Waffengattungen des Heeres und der Marine tätig.
Während der Zeit der Weimarer Republik trat Krefft in die DNVP ein. Von 1920 bis 1929 gehörte er als Abgeordneter dem Landtag des Freistaates Mecklenburg-Schwerin an. Außerdem war er Vorstandsmitglied des Kyffhäuserbundes und des Landes-Kriegerverbandes, ehrenamtlicher Vertrauensmann bei diversen Behörden und Vorsitzender der Schweriner Kaufmannschaft.